# Alfréd Hajós
Alfréd Hajós, född 1 februari 1878, död 12 november 1955, var en ungersk simmare, fotbollsspelare och arkitekt. Han blev Ungerns förste olympiske guldmedaljör när han under en och samma dag vann guld i både 100 meter frisim och 1 200 meter frisim vid olympiska sommarspelen 1896.
Hajós blev som fotbollsspelare ungersk mästare och representerade Ungerns herrlandslag i fotboll, mellan 1906 och 1908 coachade han även landslaget.
Som arkitekt designade Hajós många av Ungerns idrottsarenor. Bland annat den nationella simstadion på ön Margitsziget i Budapest som i dag bär hans namn. Han vann också silver i kategorin arkitektur vid de inofficiella konsttävlingarna vid olympiska sommarspelen 1924.